# Papež Gregor VIII.
Papež Gregor VIII. (rojen kot  Alberto di Morra ), papež katoliške Cerkve, * okrog 1105, Benevent (Papeška država, Sveto rimsko cesarstvo); † 17. december 1187 Pisa (Pisanska republika, Toskana, Sveto rimsko cesarstvo).

## Življenjepis
Albert de Morra se je rodil okoli leta 1105 v plemeniti beneventski družini. Njegov oče je bil plemič Sartorius di Morra. 

Že zgodaj je postal redovnik, ali cistercijanec v Laonu ali benediktinec na Monte Cassinu, ali pa oboje. Pozneje se je pridružil novemu meniškemu redu premonstratencev, v starosti od 20 do 30 let. Bil je regularni avguštinski kanonik pri Sv. Martinu v Laonu. 
Študiral je pravo v Bologni in postal tudi predavatelj cerkvenega prava na Bolonjska univerza.
 
Glas o njegovih pravnih sposobnostih kot učitelja kanonskega prava in izvedenost na tem področju sta bila osnova, ki mu je pripomogla k vstopu v Rimsko kurijo. Hadrijan IV., ki je tudi sam bil regularni kanonik, ga je  decembra 1155 (ali 1156) imenoval za kardinala-diakona pri S. Adriano. 

V obdobju med oktobrom in decembrom 1157 mu je zaupal vicekanclerski urad rimske Cerkve.

Po Aleksandrovi smrti – 1. septembra 1159 – se je Albert odločno zoperstavil protipapežu Viktorju IV. ter proti cesarju, ter očitno podprl novoizvoljenega Aleksandra III., ki naj bi bil – po izročilu – njegov sošolec iz Bologne. 

Aleksander III. ga je že septembra 1159 imenoval za kardinala-duhovnika pri S. Lorenzo in Lucina.  

### Apostolski nuncij
Zaupal mu je nato pomembno poslanstvo kot apostolskemu nunciju ali legatu v Dalmaciji in na Ogrskem, na Portugalskem in v Angliji. 

U razdobju 1161-1162 je bil torej papeški legat v Dalmaciji in na Ogrskem, a 1163 se je mudil pri cesarju Frideriku. Od 1165 do 1167 je bival spet v Dalmaciji. 11167 ga je v Splitu hotela množica za splitskega nadškofa in metropolita; po smrti nadškofa Petra VI. (1161-1166) je bila metropolitska stolica izpraznjena. Ponudili so jo kardinalu Albertu, vendar je ta ponudbo gladko zavrnil. Novega nadškofa v osebi Gerarda Veronskega (1167-1175). Zadeva se je pa odvijala takole: 

Tekom svojega poslanstva je imel priložnost, da preživi nekaj časa v Splitu. Njegova prijaznost mu je pridobila naklonjenost vseh, s katerimi je prišel v stik; duhovščina je tedaj (1167) soglasno odločila, da naj zasede izpraznjeni nadškofijski sedež. Množica ljudi, ki se je zbrala, da bi volitve potrdila, je pokazala običajno množično muhavost, kot je dejal splitski arhidiakon: »Imajo to navado, da prezirajo tiste, ki jih poznajo in iščejo tiste, o katerih ne vedo ničesar; zavračajo zanesljive, a ljubijo nezanesljive.« Vsi razburjeni so kričali, da kardinala sicer ljubijo in cenijo, vendar ga ne želijo imeti za nadškofa. »Splitčani«, je odvrnil kardinal z nasmehom na ustnicah; »ni modro, da bi delali veliko hrupa za nič. Kar se tiče teh volitev, so moje želje podobne vašim; pa ne, da bi se ustrašil vašega kričanja, ampak zato, ker menim, da je delo za vesoljno Cerkev, s katerim se ukvarjam, bolj zaslužno v Božjih očeh.« Nato se je obrnil k duhovščini in nadaljeval: »Za vašo resnično ljubezen se vam zahvaljujem; vendar vas prosim, da si izberete drugega nadškofa.« Duhovščina se je obotavljala, da bi sprejela kardinalovo željo vse dotlej, dokler mu ni papež Aleksander III. izrečno prepovedal sprejem nadškofovske časti
Vrstni red splitskih nadškofov v tem času je bil torej takšenle:
- 1161 Papež Aleksander III. pošilja v Split nadškofa Petra, dotlej narnijskega škofa, dobrega zdravnika.
- 1166 Na Ogrskem umira Peter, a splitska duhovščina voli novega, papeškega legata (poznejšega papeža Gregorja VIII.), ki ga Spitčani zavrnejo.
- 1167 Papež v Split za nadškofa pošilja svojega kaplana Gerarda iz Verone, ki zaradi odpora do Bizanca noče priti v Split.
- 1175 Papež Aleksander III. imenuje za nadškofa Rajnerija (Arnira; sveti Rajnerij Mučenec, sozavetnik mesta Splita * okrog 1100, †4. avgusta 1180). [10] Iz tega se vidi, da je – zaradi muhavosti meščanov – pravzaprav splitski nadškofijski sedež ostal nezaseden od 1166 do 1175, torej kar 9 let. Nekateri seznami za nadškofom Petrom uvršajo kot splitskega nadškofa kardinala Alberta.

Te službe so mu omogočile, da je bolje spoznal probleme posameznih krajevnih Cerkva. Pomembni so bili njegovi stiki z angleškim kraljem Henrikom po umoru Tomaža Becketa, ki so pripeljali do konkordata, ki je poboljšal odnose med Svetim sedežem in angleškim kraljestvom. 
Od 22. februarja 1178 je bil Albert zadnji kancler (=pisar) rimske Cerkve vse do časov Pija X.. Ni znano, iz kakega razloga so njegovi nasledniki imeli namreč naziv vicekancler. 

### Konklavi
Kardinal Albert Morra se je za časa svojega kardinalovanja udeležil štirih papeških volitev:
- 1159, ko je bil izvoljen papež Aleksander III.
- 1181, ko je bil izvoljen papež Lucij III.
- 1185, ko je bil izvoljen papež Urban III.
- 1187, ko so kardinali izvolili njega kot Gregorja VIII..

## Papež
Po Urbanovi smrti so ga za papeža izvolili v Ferrari 21. oktobra 1187 in je bil posvečen 25. oktobra. Izbral si je ime Gregor VIII. v spomin na Gregorja VII. in je papeževal le 57 dni. Bil je miroljuben in obnoviteljski človek. 
Želel je vzpostaviti mir s cesarsko rodbino Hohenštaufovcev;  uspel je popraviti do skrajnosti porušene odnose z svetorimskim cesarjem Friderikom Barbarossom v prepričanju, da bo le enotno krščanstvo uspešno zaustavilo mohamedansko prodiranje. Ko je navezal s cesarjem dobre stike, je s pogovori dosegel, da je Friderik odpoklical sina Henrika in njegovo vojsko nazaj iz Italije. 

Ustregel je cesarju tudi pri imenovanju trierskega nadškofa ter Henrika prvi nagovoril kot »izvoljenega rimskega cesarja«. Nadškof Volkmar se je že mnogim zameril in je njegova menjava ustrezala tudi papežu. 
2. oktobra 1187 je sultan Saladin zavzel Jeruzalem; zato je papež imel v mislih nov križarski pohod. Naročil je v ta namen javne molitve in post. Po porazu križarjev in razpadu križarskega Jeruzalemskega kraljestva je Gregor 29. oktobra 1187 s papeško bulo »Audita tremendi« pozval na Tretjo križarsko vojno. 
Napotil se je v Piso, da bi pomiril sprti mestni državi Piso in Genovo, od koder naj bi pozneje skupno odplule križarske ladje.   
Na poti v Piso se je ustavil Gregor VIII. tudi v Lucci,kjer je ukazal, da naj odstranijo truplo protipapeža Viktorja iz grobnice ter odnesejo njegove kosti ven iz stolnice. 

### Dela
- »Documenta Catholica Omnia« (v latinščini). Pridobljeno 6. decembra 2011.
- V zgodovino se je zapisal z uvedbo svojevrstne Forme dictandi [17], v kateri zagovarja teorijo cursusa, ki naj se uporablja v papeški pisarni – to je posebna oblika pisanja papeških listin. Po njem je dobil ta slog ime »stilus gregorianus« (gl. "artes dictaminum").
- Pri Sv. Andreju v Beneventu je malo pred izvolitvijo za papeža ustanovil okoli 1186 red regularnih kanonikov, ki jim je predpisal pravilnik, ki je poln pravega verskega duha in dobrega poznavanja človeka. [18]
- Goreče je podpiral vojaški meniški red Vitezi svetega Jakoba in jim sestavil pravila 1175. Njihov grb sta  prekrižani sablji kot križ svetega Jakoba.
- Napisal je nekatera poglavja v Gracijanovem odloku (Decretum Gratiani). [19]
- 29. oktobra 1187 je s papeško bulo »Audita tremendi« pozval na Tretjo križarsko vojno.

## Smrt in pomen

### Smrt
Izpolnitev velikih načrtov mu je preprečila bolezen: dobil je hudo vročino in ji kmalu podlegel; umrl je 17. decembra 1187 v Pisi ter je pokopan v tamkajšnji stolnici.

### Pomen
Njegov zelo kratki pa dejavni pontifikat je pomenil odločilen političen in cerkven obrat v štirih smereh:
1. doseči mir s cesarstvom in rimskim senatom
2. obnoviti celotno Cerkev
3. reformirati Rimsko kurijo
4. organizirati novo križarsko vojno, ki bi omogočila ponovno osvojitev svetega mesta Jeruzalema. Kardinali so se zaobljubili, da bodo živeli le od miloščine in da ne bodo jahali, dokler ne bo pridobljeno mesto, v katerem je umrl Kristus. [20]

- ”Njegov ponitfikat je bil kljub kratkotrajnosti slaven" [21][14] [15] [16]

### Ensi Laurentii
Malahijeva prerokba pravi o njem, da je Lovrencov meč (latinsko Ensis Laurentii; angleško The sword of Lawrence). Temu sledi razlaga, da je Kardinal pri »San Lorenzo in Lucina«, čigar grb sta ukrivljena meča.. (latinsko Card. S. Laurentii in Lucina, cuius insignia enses falcati.; angleško Cardinal of St. Lawrence in Lucina, of whom the arms were curved swords.). Gregor VII. je bil kardinal pri Sv. Lovrencu in njegov grb sta predstavljala (na levem polju) prekrižana meča. 

## Slikovna zbirka
- Grb rodbine Morra je sestavni del grba Gregorja VIII.
- Križ svetega Jakoba je simbol Vitezov sv. Jakoba
- Pročelje stolnice v Pisi
- Zvonik s stolnico in krstilnico v Pisi ponoči
- Notranjščina pisanske stolnice